# 170.
170. je osmo desetletje v 2. stoletju med letoma 170 in 179. 